# Ramon Barnola i Cruells
Ramon Barnola i Cruells (Fogars de Montclús, Vallès Oriental, 1934) va ser pagès, operari industrial i alcalde de Campins entre el 1979 i el 1983.
Nasqué a Fogars de Montclús, a can Nicolau Xic, però als 25 anys va anar a viure a Campins quan es casà amb la filla de can Regàs. Va ser el primer alcalde de la població elegit després de restablerta la democràcia. Es presentà per la UCD i governà de l'abril del 1979 al març del 1983, quan el substituí Josep Bellvehí. El seu oncle ja havia estat alcalde de Campins entre 1934 i 1936, els anys 1943 i 1944 i del 1953 al 1956. I el seu fill, Miquel Barnola i Catarineu, és també des del 1995 i fins a l'actualitat (2008) la primera autoritat de la població.